# Magnus Manske

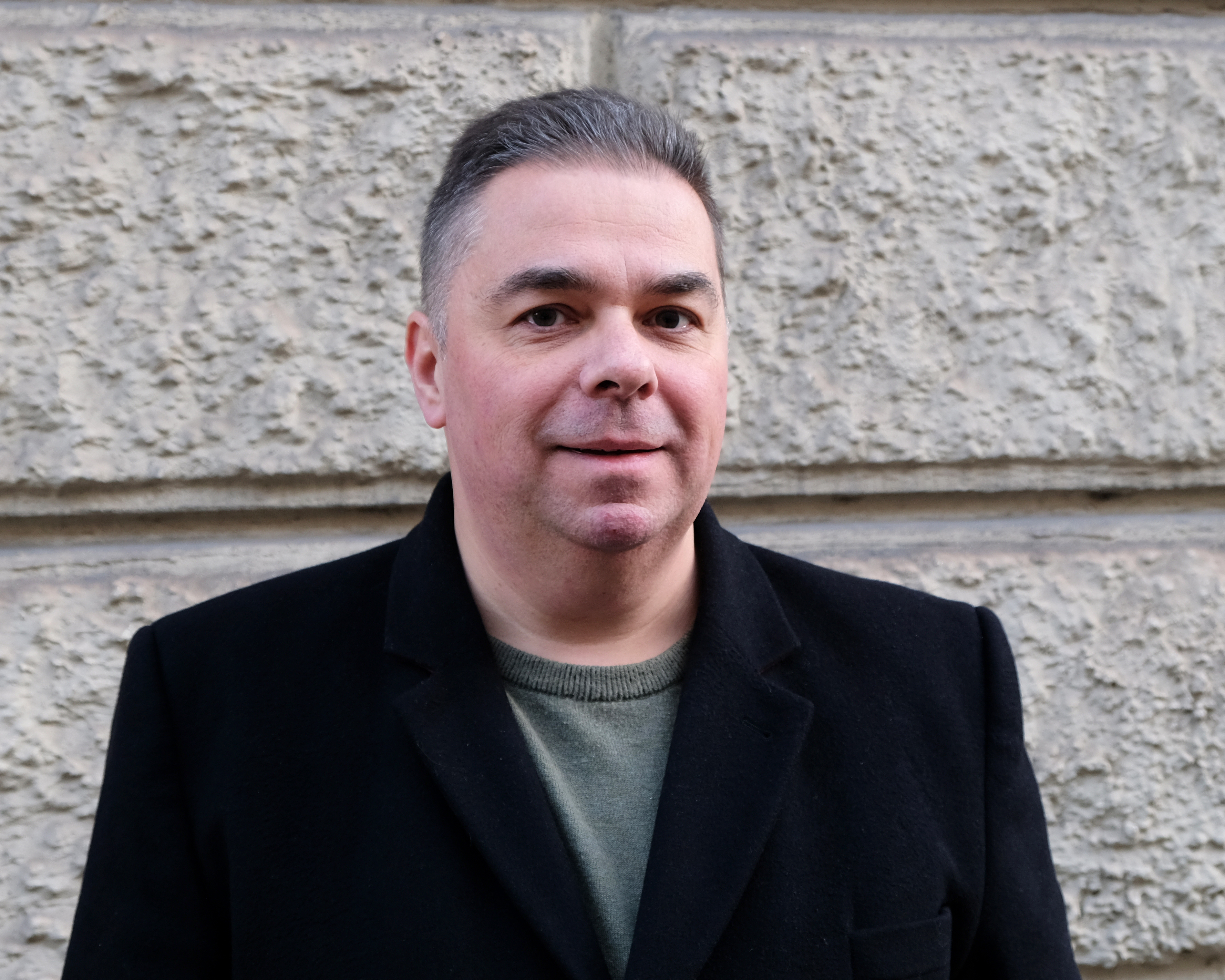
Magnus Manske 2024

Heinrich Magnus Manske (* 1974 in Köln) ist ein deutscher Softwareentwickler. Er schrieb 2002 die erste Version der MediaWiki-Software, mit der Wikipedia betrieben wird.

## Leben
Von 1984 bis 1993 besuchte Magnus Manske das Hölderlin-Gymnasium in Köln. Nach einem Studium der Biochemie wurde er an der Universität zu Köln 2006 mit einer Dissertation im Bereich der Bioinformatik unter dem Titel GENtle, a Free Multi-purpose Molecular Biology Tool promoviert. Seit April 2007 ist Manske am Wellcome-Trust-Sanger-Institut in Cambridge tätig und forscht dort im Bereich der DNA-Sequenzanalyse von Krankheitserregern, insbesondere des Malaria-Erregers Plasmodium falciparum.

## Engagement für die Wikimedia-Projekte
Manske war 2001 einer der ersten und aktivsten Autoren des Wikipedia-Vorläufers Nupedia. Er trug vor allem zu biologischen Themen bei und entwickelte einzelne Software-Werkzeuge für Nupedia. Von ihm stammt auch der fünfte Artikel der deutschsprachigen Wikipedia, der Eintrag „Polymerase-Kettenreaktion“. Häufig wird Polymerase-Kettenreaktion als erster Artikel genannt, aufgrund seiner ältesten, unbeschädigt in Wikipedia erhaltenen Versionshistorie.
Noch als Student entwickelte Manske speziell für die Wikipedia die erste Version der später MediaWiki genannten Wiki-Software, als sich die zuvor eingesetzte, in Perl geschriebene UseModWiki-Engine den Anforderungen nicht gewachsen zeigte. 2002 wurde die erste Version, eine damals „Phase II“ genannte MySQL-basierte PHP-Applikation, erstmals eingesetzt. Diese Version enthielt eine Reihe von neuen Funktionen, die heute zum Standard von Wiki-Software gehören, wie Namensräume, Beobachtungslisten und Beitragslisten.
Insbesondere Lee Daniel Crocker überarbeitete Manskes Software 2002, was zur „Phase III“ genannten verbesserten Version und Neufassung führte, die ab Juni 2002 eingesetzt und ab 2003 „MediaWiki“ genannt wurde. Die Software wird inzwischen auch in den Wikimedia-Schwesterprojekten sowie in zahlreichen Organisationen, Unternehmen und Institutionen eingesetzt. Manske ist bis heute als ehrenamtlicher Programmierer für die Wikimedia-Projekte aktiv. Von ihm stammen Werkzeuge, um die Einordnung von Artikeln in Kategorien darzustellen und zum Import von Fotos von Flickr nach Wikimedia Commons sowie eine Erweiterung zum leichteren Einfügen von Einzelnachweisen. Für Wikidata entwickelte er die Werkzeuge „AutoList“ und „Mix’n’match“ sowie den Listen-generierenden Bot „Listeria“, das „Wikidata Game“ und weitere Werkzeuge. In Anspielung an den Mainstream-Riesen Netflix kreierte Manske 2024 mit WikiFlix eine freie, offene Datenbank für Filme aus der Public Domain beziehungsweise Videos mit offener Lizenz.

## Ehrungen
Angesichts seiner Verdienste um die MediaWiki-Software erklärte der Wikipedia-Gründer Jimmy Wales den 25. Januar zum „Magnus-Manske-Tag“.
2010 erwähnte die USENIX Advanced Computing Technical Association Manskes Rolle in der Entwicklung von MediaWiki in der Auszeichnung des MediaWiki-Projekts und der Wikimedia Foundation mit dem Preis der Software Tools User Group. 2014 nahm er stellvertretend für das Wikidata-Projekt gemeinsam mit Lydia Pintscher den Open Data Publisher Award des Open Data Institute von Tim Berners-Lee entgegen.

## Veröffentlichungen (Auswahl)
- Magnus Manske, Ulrike Böhme, Christoph Püthe, Matt Berrima: GeneDB and Wikidata. In: Wellcome Open Research, 2019, 4, 114, doi:10.12688/wellcomeopenres.15355.2
- Magnus Manske, Olivo Miotto, Susana Campino, et al.: Analysis of Plasmodium falciparum Diversity in Natural Infections by Deep Sequencing. In: Nature. 487. Jahrgang, Nr. 7407, Juli 2012, S. 375–379, doi:10.1038/nature11174, PMID 22722859.
- Heinrich Magnus Manske, Dominic P. Kwiatkowski: LookSeq: A Browser-based Viewer for Deep Sequencing Data. In: Genome Research. 19. Jahrgang, Nr. 11, November 2009, S. 2125–2132, doi:10.1101/gr.093443.109, PMID 19679872, PMC 2775587 (freier Volltext).
- Heinrich Magnus Manske, Dominic P. Kwiatkowski: SNP-o-matic. In: Bioinformatics. 25. Jahrgang, Nr. 18, September 2009, S. 2434–2435, doi:10.1093/bioinformatics/btp403, PMID 19574284, PMC 2735664 (freier Volltext).
- Drug-Resistant Genotypes and Multi-Clonality in Plasmodium falciparum Analysed by Direct Genome Sequencing from Peripheral Blood of Malaria Patients. In: PLOS ONE.
- GENtle, a Free Multi-purpose Molecular Biology Tool. 2006 (Dissertation)